# ESPN 3 (Latinoamérica)
ESPN 3 es un canal de televisión por suscripción latinoamericano de origen estadounidense lanzado el 14 de noviembre de 2011, que emite contenido deportivo.

## Eventos deportivos
La cadena emite una gran cantidad de competiciones de diversos deportes. A nivel de fútbol, emite partidos de la Eurocopa, UEFA Champions League, UEFA Europa League, UEFA Conference League, LaLiga, Premier League, Bundesliga, Serie A, Copa Libertadores, entre otros. Igualmente, en baloncesto, emite encuentros de la NBA.